# Therates nigromarginalis
Therates nigromarginalis (лат.) — вид жуков-скакунов рода Therates из семейства жужелицы (Carabidae).

## Распространение
Мьянма (Karen), Таиланд (Mae Hong Son).

## Описание
Длина от 6,0 до 7,0 мм. Тело с металлическим блеском. От близких видов отличается сочетанием тёмного внешнего края верхней губы и соединённых пятен надкрылий. Голова блестящая зеленовато-чёрная. Мандибулы желтоватые, зубцы по краю буроватые. Верхняя губа одинаковой ширины и длины, буроватая, но желтоватая в центре, с шестью вершинными зубцами и одним боковым зубцом. Губные и максиллярные щупики желтоватые. Наличник голый. Лоб гладкий. Переднеспинка блестящая зеленовато-чёрная, одинаковой длины и ширины, сужена спереди и сзади. Надкрылья блестящие коричневато-чёрные с коричневато-жёлтыми отметинами. Брюшная сторона чёрная. Ноги желтоватые, задние голени и лапки несколько затемнены дистально. Длина эдеагуса 1,4 мм.